# Tirtayasa (plaats)
Tirtayasa is een bestuurslaag in het regentschap Serang van de provincie Banten, Indonesië. Tirtayasa telt 3233 inwoners (volkstelling 2010).